# Каменка (Аургазинський район)
Ка́менка (рос. Каменка, башк. Каменка) — присілок у складі Аургазинського району Башкортостану, Росія. Входить до складу Меселинської сільської ради.
Населення — 66 осіб (2010; 88 в 2002).
Національний склад:
- чуваші — 83%